# Cerceris quinquefasciata consobrina
Cerceris quinquefasciata consobrina é uma subespécie de insetos himenópteros, mais especificamente de vespas pertencente à família Crabronidae.
A autoridade científica da subespécie é Kohl, tendo sido descrita no ano de 1898.
Trata-se de uma subespécie presente no território português.